# Junghaus Tímea
Junghaus Tímea (Budapest, 1975. március 28.−) roma származású magyar művészettörténész, kurátor, kulturális aktivista és művészeti író. A kortárs képzőművészetek és a roma etnikai kisebbségek képzőművészetének elismert kutatója. Az első képzett művészettörténész a magyarországi romák köréből.

## Életpályája
Édesanyja muzsikus cigány családból származott, kitanulta a szakács és a cukrász szakmát, édesapja Junghaus Gusztáv szinti vándorcirkuszos família szülöttje, aki ökölvívóként vált híressé. Junghaus Tímea egyéves korában az apa eltűnt, nagyon ritkán meglátogatta gyermekét 1999-ben bekövetkezett haláláig. Junghaus Tímeát édesanyja egyedül nevelte fel, s mindig tanulásra biztatta, egészen a művészettörténeti diplomáig. Budapest VIII. kerületében nőtt fel, a Jázmin utcai általános iskola elvégzése után rajz- és műalkotás-elemzés tagozatra ment tovább a Kaffka Margit Gimnáziumba. Az Eötvös Loránd Tudományegyetemen 2003-ban szerzett művészettörténeti diplomát. Korán tisztában volt azzal, hogy őt kizárólag a kortárs képzőművészet érdekli, ebben az irányban tájékozódva vállalt kiállítási projekteket, munkahelyeket. 2004-ben társkurátorként vállalt részt a Műcsarnokbeli Az elhallgatott holokauszt című kiállítás megrendezésében, mely Magyarországon először tárta fel a cigány népesség 1944-es tragédiáját, mely szerint közülük is sokakat elhurcoltak a megsemmisítő táborokba.
2007-ben Junghaus Tímea volt a Velencei biennálé Roma Pavilon tárlatának kurátora, ez is egy úttörő feladat volt, hiszen a roma művészet első nemzetközi elismerését jelentette. A Roma Pavilon több kiállító művészének munkásságáról írt angol nyelvű összefoglalót, Balogh Tibor magyar grafikusról, Mihaela Ionela Cimpeanu román grafikusról, Oláh Mara (OMARA) festőnőről, Szentandrássy István festőművészről.

## Munkaállomásai
1996-97-ben Galántai György mellett dolgozott az Artpool nevű képzőművészeti gyűjteményben. 2001-ben MEO Kortárs Művészeti Gyűjteményben gyakornokként tevékenykedett, 2002-2004 közt Romano Kher (=Roma Kulturális Központ) Kortárs Képzőművészeti Gyűjteményének művészeti vezetője, 2004-2005-ben program manager a Hungarofest Nemzeti Rendezvényszervező Közhasznú Társaságnál, majd 2006-2010 közt a Nyílt Társadalom Intézet Alapítványnál (OSI). 2010 óta kutatói ösztöndíjas az MTA Bölcsészettudományi Kutatóközpont, Művészettörténeti Intézetben. Művészettörténeti köteteket szerkeszt és ír, szakdolgozó diákok körében vállal konzulens szerepet. Magyar és nemzetközi képzőművészeti kiállítások szervezője és kurátora.
2017 júniusában kinevezték Berlinbe az Európai Roma Művészeti és Kulturális Intézet első igazgatójának. A működését 2017. szeptembertől tervező új alapítású intézet költségvetését nagy részben az Európa Tanács és Soros György Nyílt Társadalom Alapítványa biztosítja. Az intézmény az európai cigányság művészeti és kulturális értékeinek megőrzését hivatott támogatni.

## Kötetei
- Meet your neighbours : contemporary Roma art from Europe / [ed. Tímea Junghaus] ; [...transl. Árpád Mihály] ; [publ. by] Open Society Institute. Budapest, 2006. 220 p. ill.
- Paradise lost : : The first Roma pavilion : La Biennale di Venezia 2007 / ed. by Tímea Junghaus and Katalin Székely. Munich - London - New York : Prestel, 2007. 167 p. ill., színes
- Színhatások a magyar kortárs roma festészetben : szakmódszertani szakdolgozat / Gecséné Kovács Viktória ; témavezető Hantos Károly ; konzulensek L. Menyhért László, Nagy Imre, Junghaus Tímea. Budapest, 2009. 72 p. ill. + 1 CD-ROM[6]

## Szakcikke nyomtatásban
- Fejős Zoltán - Daróczi Ágnes - Csorba László - Junghaus Tímea: Szükséges-e ma Magyarországon roma múzeumot létrehozni, és ha igen, minek a bemutatása legyen a feladata? Múzeumcafé : a múzeumok magazinja, 2011. (5. évf.) 24. sz. 26-31. p.

## Díjak, ösztöndíjak
- Kállai Ernő művészettörténészi, műkritikusi ösztöndíj (NKA 2006, 2007)
- Márciusi Ifjak Díj (Magyar Köztársaság, 2008)
- Kairos Európai Kulturális Díj (Hamburg, 2008)